# جریت استوتن
جریت استوتن (انگلیسی: Gerrit Stoeten؛ زادهٔ ۱۰ آوریل ۱۹۸۶) بازیکن فوتبال اهل اسپانیا است.
از باشگاه‌هایی که در آن بازی کرده‌است می‌توان به باشگاه فوتبال نومانسیا اشاره کرد.